# Issues (canção de The Saturdays)
"Issues" é o terceiro single do primeiro álbum de estúdio, Chasing Lights, do girl group britânico The Saturdays. A canção foi escrita e produzida por Carl Sturken e Evan Rogers. A faixa foi lançada em janeiro de 2009, no Reino Unido, recebendo comentários mistos dos críticos.
A canção alcançou a quarta posição no Reino Unido, a catorze na Irlanda, e a vinte e um na Europa. Após o lançamento do single, a letra teve que ser regravada, pois uma parte estava sendo mal interpretada como incitando violência. O videoclipe de "Issues", dirigido por Petro, mostra o grupo cantando em uma praia e em uma casa próxima.

## Paradas musicais
| Parada (2009)             | Melhor posição |
| ------------------------- | -------------- |
| Eurochart Hot 100 Singles | 21             |
| Irish Singles Chart       | 14             |
| UK Singles Chart          | 4              |

### Vendas e certificações
| País        | Certificações (vendas necessárias) |
| ----------- | ---------------------------------- |
| Reino Unido | Prata                              |